# Supercoupe d'Islande de football 1972
La supercoupe d'Islande de football 1972 était la 4e édition de la Supercoupe islandaise.
Ce sont les clubs qualifiés pour la Coupe d'Europe qui participent à la Supercoupe, c'est-à-dire le champion, le vainqueur de la Coupe et le club le mieux classé (le 2e ou le 3e si le vainqueur de la Coupe se classe 2e).

Les 3 clubs s'affrontent en matchs aller et retour avant le début de la saison, l'équipe classée première à la fin des matchs remporte la compétition.

## Les clubs participants
- ÍBK Keflavík - Champion d'Islande 1971
- Vikingur Reykjavik - Vainqueur de la Coupe d'Islande 1971
- ÍBV Vestmannaeyjar - Qualifié pour la Coupe UEFA après avoir fini 2e

## Compétition

### Classement
Le barème de points servant à établir le classement se décompose ainsi :
- Victoire : 2 points
- Match nul : 1 point
- Défaite : 0 point

| Rang | Équipe             | Pts | J | G | N | P | Bp | Bc | Diff |  | Résultats (▼ dom., ► ext.) | Kefl | ÍBV | Vik |
| ---- | ------------------ | --- | - | - | - | - | -- | -- | ---- |  | -------------------------- | ---- | --- | --- |
| 1    | ÍBK Keflavík       | 6   | 4 | 2 | 2 | 0 | 7  | 4  | +3   |  | ÍBK Keflavík               |      | 2-2 | 1-1 |
| 2    | ÍBV Vestmannaeyjar | 5   | 4 | 2 | 1 | 1 | 5  | 5  | 0    |  | ÍBV Vestmannaeyjar         | 0-2  |     | 1-0 |
| 3    | Vikingur Reykjavik | 1   | 4 | 0 | 1 | 3 | 3  | 6  | -3   |  | Vikingur Reykjavik         | 1-2  | 1-2 |     |